# Maranhão (Fußballspieler, 1992)
Wenderson da Silva Soares, genannt Maranhão, (* 19. Mai 1992 in Cajapió, MA) ist ein brasilianischer Fußballspieler.

## Karriere
Maranhão begann seine Laufbahn im Nachwuchsbereich vom Cruzeiro EC. Von diesem wurde er im Sommer 2011 nach Schweden an den BK Häcken ausgeliehen. Mit dem Klub bestritt er in der Fotbollsallsvenskan fünf Spiele. Sein erstes Spiel betritt er am 22. September gegen IFK Göteborg. In dem Spiel wurde er in der 65. Minute für Andrés Vásquez eingewechselt. Nach Abschluss der Saison ging er wieder zurück nach Brasilien. Er kam zum Nacional EC in die Série D. Der Klub übernahm den Spieler von Cruzeiro dann 2012. Nach den Spielen in der Staatsmeisterschaft von Minas Gerais wurde er an den Villa Nova AC abgegeben.
2014 wechselte Maranhão erneut. Nach einer Zwischenstation beim Guarany SC und Spielen in der Copa do Nordeste kam er zum Ceará SC. Mit diesem bestritt der die Saison in der Série B. Schon im Jahr darauf ging für ihn die Reise weiter. Er kam beim Fortaleza EC in der Série C unter. Bei dem Klub erzielte er in 40 Spielen bei verschiedenen Wettbewerben 10 Tore.
Ab Januar 2016 spielte er dann für América Mineiro. Dieser hatte in der Saison 2015 den vierten Tabellenplatz in der Série B erreicht und sich damit für die Série A 2016 qualifiziert. Mit dem Klub spielte er im Primeira Liga do Brasil 2016 und der Staatsmeisterschaft von Minas Gerais. Zum Start des Ligabetriebes kehrte Maranhão zu Fortaleza zurück. Im Februar 2017 gab Fortaleza die Ausleihe von Maranhão an den Campinense Clube bekannt. Auch 2018 und 2019 wechselte Maranhão erneut die Klubs, so wurde er für die Spiele in der Staatsmeisterschaft 2019 vom FC Cascavel verpflichtet. Nach dem Ausscheiden in der Gruppenphase der Staatsmeisterschaft ging die Reise von Maranhão weiter. Zunächst lief er für den CS Sergipe auf und ging dann nach Albanien zum KS Vllaznia Shkodra.
In der von der COVID-19-Pandemie geprägten Saison 2020 war Maranhão bei vier Klubs im Einsatz den Águia de Marabá FC, AS Arapiraquense, Guarany SC und 4 de Julho EC. Mit letzterem konnte er im Finalrückspiel am 22. Dezember 2020 gegen den SE Picos die Staatsmeisterschaft von Piauí 2020 gewinnen. Seitdem tingelt Maranhão durch unterklassige Klubs Brasiliens.

## Erfolge
Fortaleza
- Staatsmeisterschaft von Ceará: 2015

América Mineiro
- Campeonato Mineiro: 2016

4 de Julho EC
- Staatsmeisterschaft von Piauí: 2020